# 大阪府立和泉高等学校
大阪府立和泉高等学校（おおさかふりつ いずみこうとうがっこう、英称：Osaka Prefectural Izumi High School）は、大阪府岸和田市土生町一丁目にある公立高等学校。略称は「いずこう」。

## 概要
1901年に旧制泉南高等女学校（のち岸和田高等女学校）として開校した。全日制普通科とグローバル科を併設する。グローバル科では英語や国際関係を重点的に学ぶ。
かつては定時制課程、および隔週定時制課程が併設されていた時代もあったが、いずれも閉課程となっている。
2011年より、イングリッシュフロンティアハイスクールズG3グレード校に指定されている。
校訓は「自主・自立」である。

## 沿革

### 学校創立
1900年に大阪府教育十年計画が策定され、大阪府内での中等教育機関の増設計画が決定した。高等女学校については大阪市内には4校の増設が必要になるとしたものの、郡部については高等小学校在籍の女子生徒が少ないことから当面の府立高等女学校の設置は見送られた。
その一方で当時、政府が女子教育の拡充策を急務としていたことから、大阪府は「将来的に郡部に府立高等女学校が必要となれば府立として設置する。郡立として設置する場合は府からの補助をおこない、将来的に漸次府立へ移管する」という方針も同時に掲げた。
泉南郡は郡立高等女学校設置を決め、1901年の文部省告示第91号および大阪府告示第106号により、泉南郡立泉南高等女学校を泉南郡岸和田村に設置することを決定した。なお高等女学校設置にあたっては、岸和田中学校（現在の大阪府立岸和田高等学校）も岸和田村にあったことから、中等教育機関の集中を避けるとして佐野村（現在の泉佐野市）への設置を推す声も、旧日根郡の関係者を中心に強くあった。
1901年に泉南郡岸和田村1910番地、岸和田城内・日南倶楽部建物（泉南郡役所前。跡地は現在の岸和田市役所前駐車場）を使用して泉南郡立泉南高等女学校が開校した。大阪府下の郡部に位置する高等女学校および郡立高等女学校としては初めての開設となった。
開校当初の敷地は狭隘だったため、1911年5月に泉南郡岸和田村字東光寺（現在の岸和田市野田町）に移転している。
1911年10月には寄宿舎を併設している。当時泉南地域での交通の便が悪かったため、遠方からの通学者への便を図ったものである。当時中学校での寄宿舎設置は珍しくなかったものの、高等女学校への寄宿舎設置は大阪府では唯一のものであった。しかし公共交通機関の改善や寄宿舎建物の老朽化、建物でのダニの発生を要因として、寄宿舎は1931年7月に廃止されている。
1915年4月には大阪府に移管され、大阪府立泉南高等女学校と称した。

### 岸和田高等女学校
1928年4月1日には大阪府立岸和田高等女学校へと改称している。改称の経緯を示す資料ははっきりとは残っていない。その一方で、大阪府内の他の高等女学校3校（河南高女→富田林高女・現河南高校、河北高女→寝屋川高女・現寝屋川高校、三島高女→茨木高女・現春日丘高校）が同時に校名を改称していて、泉南（岸和田）高等女学校を含む4校はいずれも「(1)郡立として設置されて府立に移管された。(2)旧校名は郡名に由来する。(3)改称後の新校名は学校所在地の地名に由来する」という共通点を持つことから、大阪府から何らかの指示があったのではないかと推測されている。
昭和時代初期の戦局悪化に伴い、1938年には勤労奉仕が始まり、さらに1943年には勤労動員が始まった。勤労動員では3年生以上が学校近辺の日紡貝塚や東洋紡岸和田工場などに動員された。1・2年生は学校農場の農作業や校庭の開墾作業に動員された。また教員が応召されたことに伴う教員不足を補うため、1941年6月には岸和田臨時教員養成所も併設された。1945年には戦時臨時措置により4年卒業に短縮された。

### 学制改革
1948年に学制改革により新制高等学校・大阪府立和泉高等学校へと移行した。移行に伴い近隣校との生徒交流で男女共学を実施することになった。泉南地域では男子校の旧制中学校が岸和田中学校（現大阪府立岸和田高等学校）1校に対し、女子校が岸和田高等女学校・佐野高等女学校（現大阪府立佐野高等学校）・岸和田市立高等女学校・貝塚市立高等女学校・泉南郡組合立泉南女子農芸学校の5校があった。
そのため、貝塚市立高等女学校・泉南女子農芸学校の2校について、和泉高校・佐野高校の2校に分離し生徒を両校に編入させる形で廃校とし、また岸和田市立高等女学校についても岸和田高校・和泉高校の2校へ生徒を分離編入させる形で廃校とした。その上で、岸和田中学校（岸和田高校）と岸和田高等女学校（和泉高校）・佐野高等女学校（佐野高校）の3校について、高校1年と併設中学校3年の男女生徒を交流させることにした。
交流で岸和田高校に移る生徒については、岸和田高等女学校側では抽選で選ばれた。一方で岸和田高校（岸和田中学校）側では生徒の住所で対象者を選び、岸和田中学校から和泉高校へと男子生徒が移り男女共学が始まった。
新制高校の校名については当初は「第二岸和田」などの仮称が使われた。旧制高等女学校の名称「岸和田」は旧制岸和田中学校と同名になるため、岸和田の名称は歴史の古い岸和田中学校側に譲り、和泉国に由来する大阪府立和泉高等学校を新制高校の名称とした。

### 校舎火災
1948年11月17日には原因不明の火災により、校舎を焼失している。折しも終戦直後の混乱期で、大阪府内ではGHQの指示により「義務教育優先」として高等学校の校舎を新制中学校校舎に転用する例も相次いでいたことから、火災を機に廃校や他校への合併が実施されるのではないかという噂が飛び交った。生徒や教職員は廃校・合併反対運動を起こし、大阪府教育委員会も「廃校や合併ではなく現在地での校舎再建を進める」と表明した。
なお折しも、当時の泉南郡樽井町（現在の泉南市）が「佐野以南の泉南地域」への高校誘致を進め用地も町で準備していたことで、樽井町は火災を機に和泉高校を樽井町に移転することを打診したが、学校関係者は断っている。
火災で焼失した校舎は1950年12月30日、元の場所に復旧している。

### 現在地へ移転
1960年代になると定員増で学校が過密化したことや、校舎の老朽化が目立つようになったことなど、校舎・校地の不都合が目立つようになった。
教職員らは1966年9月の職員会議で、学校移転を前提に対応する方針を決定した。1968年秋に大阪府から新校地買収の予算が付き、農地だった現在地を選定して地主36人と交渉し、校地を買収した。
1971年8月に現在地への移転作業を実施し、1971年9月の2学期より現在地での授業を開始した。
なお移転前の旧敷地は岸和田市立福祉総合センターとなり、旧校舎の一部はセンターとして使用されていたが、2017年秋に取り壊された。

### グローバル科設置
全日制課程では、長年普通科1学科を設置していた。2012年には普通科の中に「グローバルコース」が設置され、翌2013年には専門学科のグローバル科が併設された。

### 定時制
定時制課程は1948年、昼間定時制課程普通科として開設された。3年後の1951年には昼間定時制を廃止し、夜間定時制課程普通科へと改編されている。
1960年代には地方からの集団就職者の受け皿として、また当時全日制高校が少なかったことから進学希望者の受け皿として、定時制課程入学希望者が相次いでいた。
泉州の地場産業・繊維産業で交代勤務で働く生徒を対象に、1966年には隔週定時制課程家政科も併設された。
しかし1970年代になると、産業構造の変化により地方からの集団就職者が減少したことや、全日制高校が大量に増設されたことから志願者が減少傾向となった。
隔週定時制課程は1998年3月に閉課程となり、また定時制課程も大阪府の定時制高校半減策により2008年3月に閉課程となっている。

### 年表
- 1901年4月1日 - 泉南郡立泉南高等女学校を岸和田城内泉南郡役所前に設置、開校。
- 1911年 - 泉南郡岸和田村字東光寺（現在の岸和田市野田町）に移転。
- 1915年4月1日 - 大阪府に移管、大阪府立泉南高等女学校と称する。
- 1928年4月1日 - 大阪府立岸和田高等女学校に改称。
- 1929年 - 生徒制服を制定。
- 1948年 - 学制改革に伴い、大阪府立和泉高等学校となる。大阪府立岸和田高等学校との間で教員・生徒の交流が行われ、男女共学が実施される。
- 1948年 - 昼間定時制課程を設置。
- 1948年11月17日 - 火災により校舎・講堂などを焼失。
- 1951年 - 夜間定時制課程普通科を設置。昼間定時制を廃止。
- 1966年4月 - 定時制家政科（隔週定時制）を設置。
- 1971年8月 - 岸和田市土生町（現在地）に移転。
- 1988年3月 - 定時制家政科（隔週定時制）が閉課程。
- 2008年3月 - 定時制課程を閉課程。
- 2013年4月 - グローバル科を設置。

## 交通
- JR西日本阪和線 東岸和田駅 北北西へ約1km。
- 南海本線 岸和田駅 南南東へ約1km。

## 著名な出身者
- 小篠綾子 - デザイナー、本校女子制服のデザイン、カーネーション (テレビドラマ)ヒロインのモデル
- 沓脱タケ子 - 元参議院議員
- 渡辺昭夫 - 国際政治学者、東京大学名誉教授
- コシノミチコ - デザイナー
- 辰野勇 - 登山家、モンベル創業者
- 大野愛果 - 作曲家
- たむらけんじ - お笑い芸人、元LaLaLa（和泉高校の同級生で結成した漫才コンビ）メンバー
- 達淳一 - 俳優・司会者
- 森谷威夫 -  KBS京都アナウンサー
- 中村泰士 - 作曲家